# إدوارد فريدريك روبرت باج
إدوارد فريدريك روبرت باج (بالإنجليزية: Edward Frederick Robert Bage )‏ (و. 1888 – 1915 م) هو عالم فلك، ومهندس من أستراليا . شارك في البعثة الأسترالية لأنتاركتيكا .
توفي عن عمر يناهز 27 عاماً.

## جوائز
حصل على جوائز منها:
- الميدالية القطبية.